# Bernardino de Cárdenas
Fray Bernardino de Cárdenas y Ponce (La Paz, Imperio español; 19 de mayo de 1562; † Arani, Bolivia, 24 de octubre de 1668), fue un fraile franciscano, obispo de Asunción y de Santa Cruz de la Sierra y Gobernador interino de la Provincia del Paraguay en 1649.

## Primeros años
Bernardino de Cárdenas y Ponce fue el cuarto hijo de Celestino Félix de Cárdenas y Teresa Ponce, su padre estuvo encargado de las Cajas Relaes de Quito y luego se estableció en La Paz en la región de Obrajes que en aquella época estaba fuera de la ciudad. Allí nació Bernardino un 19 de mayo de 1562, fue bautizado con el nombre de Cristóbal. 
A los 16 años se lo envió a Lima donde ingresó a la Orden Franciscana escogiendo el nombre de Bernardino. Siendo doctor en teología fue nombrado visitador de la Real Audiencia de Charcas, se conoce que tenía facilidad para los idiomas y logró aprender varias lenguas nativas.
En 1620 participó del Concilio provincial en Buenos Aires, allí fue nombrado comisario delegado para la extirpación de las idolatrías, con este cargo Cárdenas viajo predicando por muchas provincias. En la región de Yungas el capitán Gregorio Bolívar había iniciado una campaña para controlar a los indígenas de Zongo, Challama, Simaco y Chacayra pero estos se rebelaron y fue Cárdenas quien logró apaciguarlos en compañía de los sacerdotes Luis Ramos y Diego Ovando.

## Obispo y gobernador de Paraguay
En 1632 el rel Felipe IV de España conoció de las buenas referencias de Cárdenas y lo propuso como obispo de la provincia de Paraguay, pero no fue hasta el 18 de agosto de 1640 que el Papa Urbano VIII aceptó la propuesta e hizo el nombramiento. Cárdenas se encontraba en San Miguel de Tucumán y allí fue consagrado como obispo el 12 de octubre de 1640 por el obispo Melchor Maldonado de Saavedra.
Paraguay había carecido de un obispo los últimos 7 años en ausencia de este cargo fueron los Jesuitas quienes se hacían cargo del obispado. Con la llegada de Cárdenas la situación cambiaba y los jesuitas se sintieron desplazados, más aún con las ideas del nuevo obispo de reformar las Misiones jesuíticas guaraníes. La mala relación entre el Obispo y la Compañía de Jesús llegó a tal punto que en 1642 Cárdenas ordenó la expulsión de la orden de los jesuitas de toda la provincia de Paraguay.
Las ideas de Cárdenas no sólo pasaban por reformar las misiones religiosas, también pretendía evitar que a los indígenas se les vendiese alcohol, terminar con todos los vestigios de rituales guaraníes y profundizar la evangelización de la región.
El obispo tenía sus propias opiniones en cuanto al mestizaje en aquella región, sostenía que los mestizos eran producto de la violencia hacia mujeres indígenas que eran incapaces de defenderse. Además manifestaba que el mestizo, al ser libre, era una clara competencia del mismo indígena que tenía menos posibilidades de desarrollo en la economía colonial. Así el obispo defendía una separación racial más profunda entre españoles e indígenas, proponía que cualquier español que mantuviese relaciones con una indígena fuese multado, que los mestizos debían ser rebajados al nivel de indígenas y que solo se podían considerar como españolas a las mestizas que nacieran blancas.
El gobernador Gregorio de Hinestrosa estuvo en franca oposición a las ideas del obispo y apoyó a los jesuitas, ordenó a Sebastián de León y Zárate armar a 600 indígenas que debían evitar la expulsión de aquellos sacerdotes. El gobernador llegó a apresar al obispo Cárdenas y lo expulsó de la región. Éste llegó a La Plata donde se quejó a la Real Audiencia de Charcas, el gobernador Henestrosa fue juzgado y encontrado culpable de sobrepasar sus funciones, se nombró como nuevo gobernador a Diego de Escobar y Osorio quien apoyó el regreso del obispo Cárdenas a Asunción.
El gobernador Escobar duró poco en el cargo, falleció en 1649 después de dos años de funciones. El Cabildo se reunió para designar un reemplazo y escogieron al obispo Cárdenas. La primera tarea del nuevo gobernador fue ordenar la expulsión de los jesuitas, quienes se embarcaron con rumbo al Río de la Plata.
Cuando la Real Audiencia de Charcas supo del nombramiento de un obispo como gobernador, rechazó este nombramiento y designó como gobernador interino a Sebastián de León y Zárate. El obispo Cárdenas se rehusó a dejar el cargo y ordenó armar la ciudad de Asunción para evitar el nombramiento de Sebastián de León, la defensa de Asunción duró poco y cayó finalmente en octubre de 1649. Cárdenas fue arrestado y el juez Pedro Nolasco, amigo de los jesuitas, ordenó su expulsión de la provincia.
Cárdenas permaneció arrestado por nueve días antes de ser embarcado con rumbo a Santa Fe, siguiendo el mismo camino que había obligado a tomar a los jesuitas meses antes. Desde Santa Fe se dirigió a La Plata, un camino que recorrió a pie como una penitencia que él mismo se puso. Al llegar a su destino fue enviado a Potosí donde permaneció los próximos años.

## Vida posterior
En 1654 Cárdenas viajó a Oruro donde permaneció unos meses y luego se trasladó a La Paz. En su ciudad natal, las peripecias del obispo eran bien conocidas y fue recibido con júbilo por sus ciudadanos, el mismo Corregidor Gonzalo de Valladares y Sarmiento salió a darle encuentro y recibirlo con varios agasajos dentro de la ciudad el 7 de mayo de 1655.
El sacerdote Francisco Nestares Marín, nuevo visitador de la Real Audiencia de Charcas nombró a Cárdenas sacerdote de las piezas de la ciudad, un cargo que le aseguraba una pensión anual de 625 pesos. Cuando los jesuitas se enteraron de este nombramiento se quejaron ante la Audiencia y lograron quitarle el cargo.
Cárdenas ya había renunciado a su obispado en 1652 pero esta renuncia no fue aceptada. En 1657 se le ofreció el obispado de Huamanga pero Cárdenas lo rechazó. Finalmente en 1666 se le ofreció el obispado de Santa Cruz de la Sierra, Cárdenas aceptó en 1688 pero no llegó a ocupar su nueva diócesis pues falleció el 24 de octubre de 1668 en el pueblo de Arani cuando se dirigía a tomar su cargo.